# 橋本平八
橋本 平八（はしもと へいはち、1897年10月17日 - 1935年11月1日）は、日本の彫刻家。詩人である北園克衛の実兄。

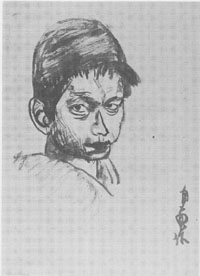
「自画像」1935年以前

## 生涯

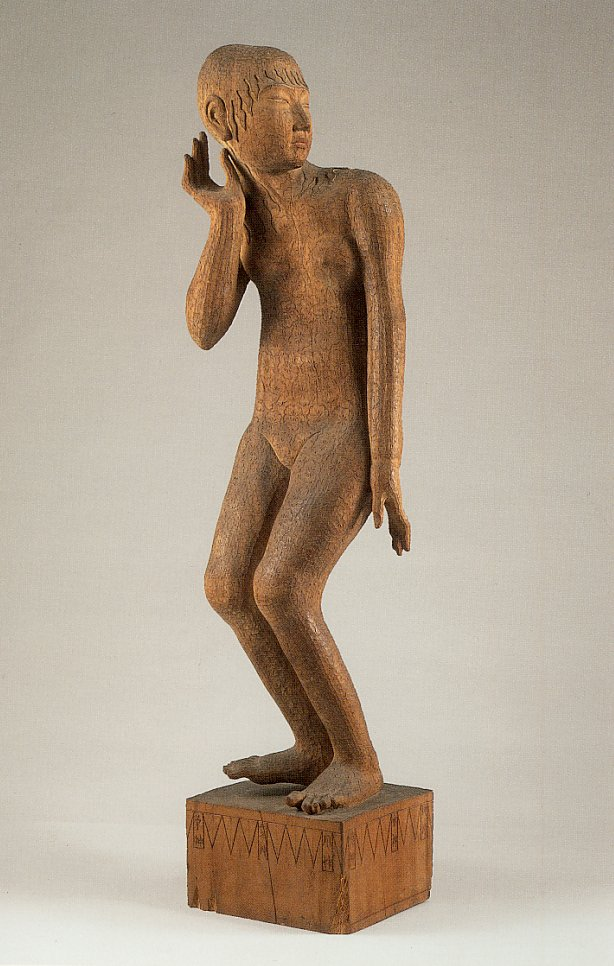
花園に遊ぶ天女（1930年）

1897年、三重県度会郡四郷村（現・伊勢市朝熊町）に生まれる。1919年に上京、佐藤朝山や三宅正直に師事し、彫刻を学んだ。1922年に日本美術院展に出品して初入選、1927年に同展の同人となった。ほかに再興院展、聖徳太子奉賛展などにも出品。
橋本の作風は、西洋美術と東洋美術を独自に融合させた作風とされる。橋本の故郷は伊勢神宮の近くで、神仏を尊ぶ価値観や仏教彫刻に触れ、自身でも仏像などを多く製作するなど少なからぬ影響を受けていた。一方で弟の北園克衛を通じて、シュルレアリスムなどの西洋美術なども研究していた。
28歳で故郷の三重に戻ったが、その後も製作活動を行い、院展などに出品をつづけた。しかし1935年11月1日、新聞記者の取材に応じて対談中、脳溢血で倒れ、38歳で早世した。

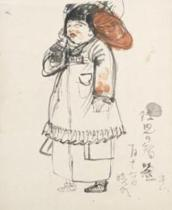
素描1935年以前

## 主要な作品

### 彫刻
- 花園に遊ぶ天女（1930年）
- 幼児表情
- 石に就て
- 裸形の少年像
- 牛
- アナンガランガのムギリ像
- 羅漢

### 著書
- 橋本平八作品集 日本美術院 1937
- 純粋彫刻論（1942年、昭森社） - 弟の北園克衛が編集。2012年10月、伊勢文化舎より復刻[4]。